# جرجنت
جِرْجَنْت أو كِرْكَنْت (بالإيطالية: Agrigento أغريجنتو)‏، مدينة إيطالية تقع على الساحل الجنوبي لصقلية، عاصمة مقاطعة جرجنت، تعرف كموقع لمدينة أكركاس Akragās القديمة، عدد سكانها 59.111 نسمة.
من أشهر أبنائها لويجي بيرانديلو الكاتب المسرحي الحاصل على جائزة نوبل للآداب عام 1934 م.

## السكان
في سنة 1861 بلغ عدد السكان 17٬828 نسمة، وتطور العدد ليصل في سنة 2011 لـ 58٬323 نسمة.
يظهر هذا المخطط البياني تطور النمو السكاني لـ جرجنت

## التاريخ
تأسست المدينة على الهضبة المطلة على البحر قريبة من نهري هيبساس والزكوجي (الذي يسمّى أكركاس باللغة الإيطالية) وتمتد على المرتفعات شمالا موفرة نوعا من التحصينات الطبيعية. جرى إنشاؤها حوالي 582-580 قبل الميلاد ويعود ذلك إلى المستعمرين الإغريق من جيلا الذين سموها أكرگاس ومعناها غير واضح وإن كان شائعا الإشارة إليه على أنه اسم المؤسس الأسطوري أكركانتي Akragante، وما يزال أصل الاسم غامضا.
نمت أكرگاس بسرعة لتصبح واحدة من أغنى وأشهر من المستعمرات الإغريقية في جنوب إيطاليا Magna Graecia. وبرز أهميتها تحت حكم الطغاة القرن السادس قبل الميلاد فالاريس وثيرون، وأصبحت الديمقراطية بعد أن أطاح ابن ثيرون ثراسيدايوس. وظلت المدينة محايدة في الصراع بين أثينا وسرقوسة، وأطيح بديمقراطيتها عندما سقطت المدينة في قبضت القرطاجيين وفي عام 406 قبل الميلاد. ولم تعد أكرگاس تماما للوضع السابق أبدا، وان كانت انعشت إلى حد ما تحت حكم تيموليون في الجزء الأخير من القرن الرابع قبل الميلاد.
استولى عليها كل من الرومان في عام 262 ق.م وعام 255 ق.م. وعانت بشدة خلال الحرب البونيقية الأولى بين عامي (218-201 قبل الميلاد) عندما اصتدمت روما وقرطاج للسيطرة عليها في مَعْرَكة أجِريجينتومْ. في النهاية استولى الرومان على أكرگاس عام 210 ق.م وسموها Agrigentum (أْگرِجَنتُم)، رغم ذلك ظلت إلى حد كبير ناطقة باللغة اليونانية لمدة قرون بعدها. وأصبحت مزدهرة مرة أخرى تحت حكم الرومان وتلقي اهلها كامل المواطنة الرومانية عقب وفاة يوليوس قيصر عام 44 ق.م.
بعد سقوط الإمبراطورية الرومانية، مرت المدينة في أيدي الإمبراطورية البيزنطية. وخلال هذه الفترة أخلى سكان أگرجنتم لحد كبير الأجزاء السفلى من المدينة، وانتقلوا إلى حيث الأكروبوليس السابق في أعلى التل. أسباب هذه الانتقالة غير واضحة ولكن ربما كانت تتصل بالغارات الساحلية للمسلمين والبربر وغيرهم من الشعوب في أثناء هذه الفترة. فتحها المسلمون عام 828 وسموها كركنت أو جرجنت باللغة العربية وصار لدى الصقليين اسمها Girgenti جِرْجَنْتي. واحتفظت بهذا الاسم حتى عام 1927، عندما اعادت تسميتها حكومة موسوليني بِطليَنت النسخة اللاتينية من الاسم إلى Agrigento.
احتلها ملك النورمان رجار الأول في عام 1087، الذي أنشأ أسقفية لاتينية هناك. انخفض عدد السكان خلال فترة العصور الوسطى ولكن انتعش قليلا بعد القرن الثامن عشر. وفي عام 1860، أيد السكان بحماس جوزيبي غاريبالدي في حملته لتوحيد إيطاليا. تعرضت المدينة لقصف الغارات المدمرة خلال الحرب العالمية الثانية.

## الاقتصاد
جرجنت هي مركز سياحي كبير نظراً للتراث الأثري الغني للغاية. وهي أيضا بمثابة المركز الزراعي في للمنطقة المحيطة. استخرج الكبريت والبوتاس محليا منذ عصور الرومان ويصدر عن طريق ميناء بورتو إمبيدوكلينا (التي تحمل اسم الفيلسوف إمبيدوكليس الذي عاش في جرجنت القديمة). ومع ذلك فهي واحدة من أفقر المدن في إيطاليا على أساس نصيب الفرد من الدخل إلى جانب معاناتها مع مشكلة الجريمة المنظمة طويلة الأمد لا سيما المتعلقة بالمافيا وتهريب المخدرات.

## أهم المعالم

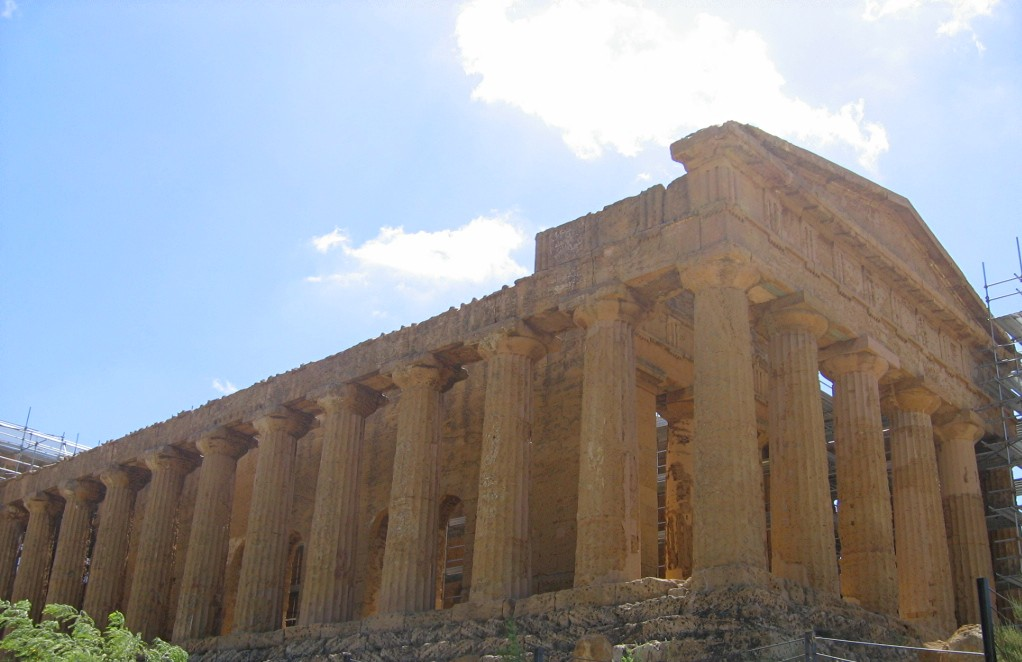
معبد كونكورديا الأثري

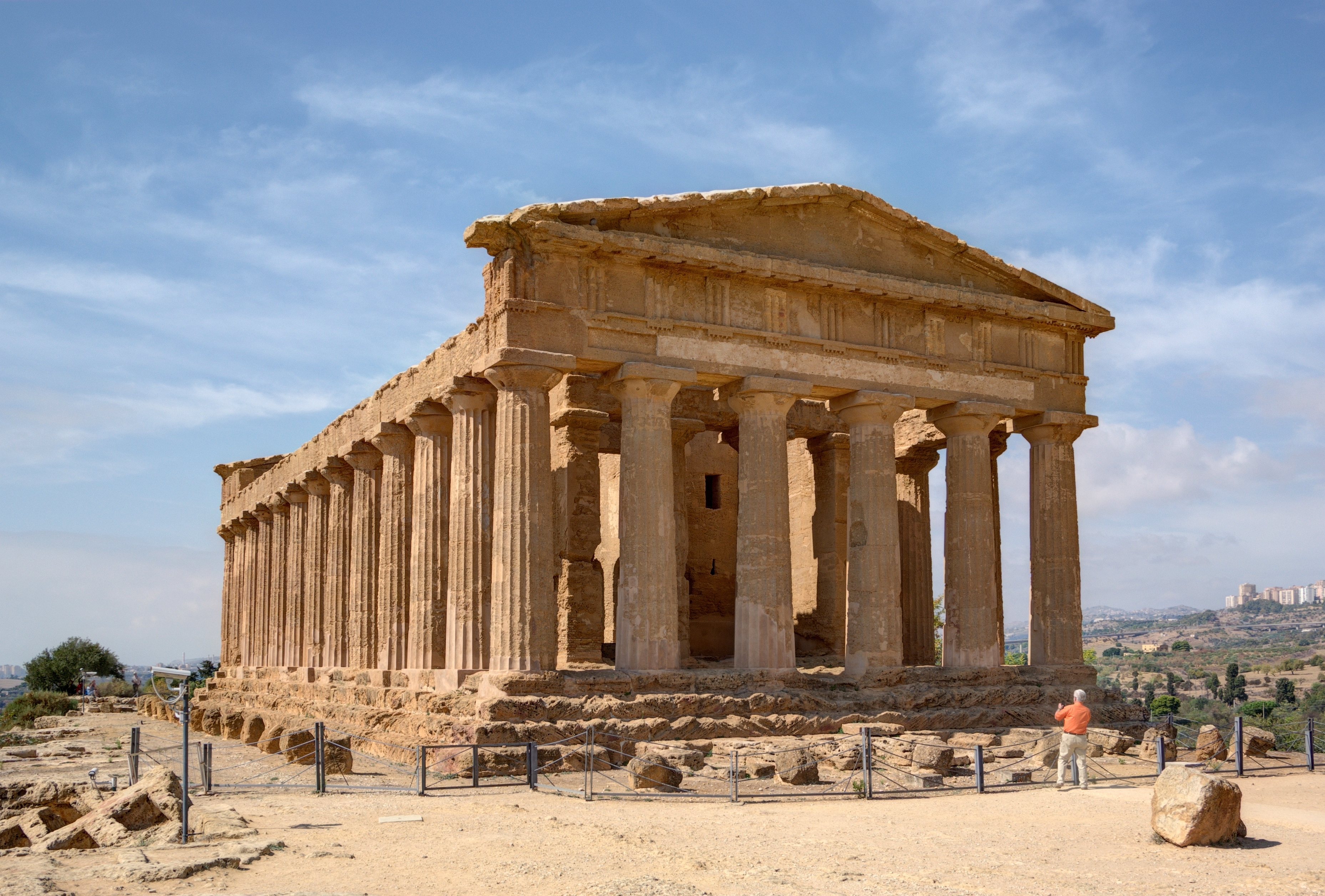
المعبد الدوري

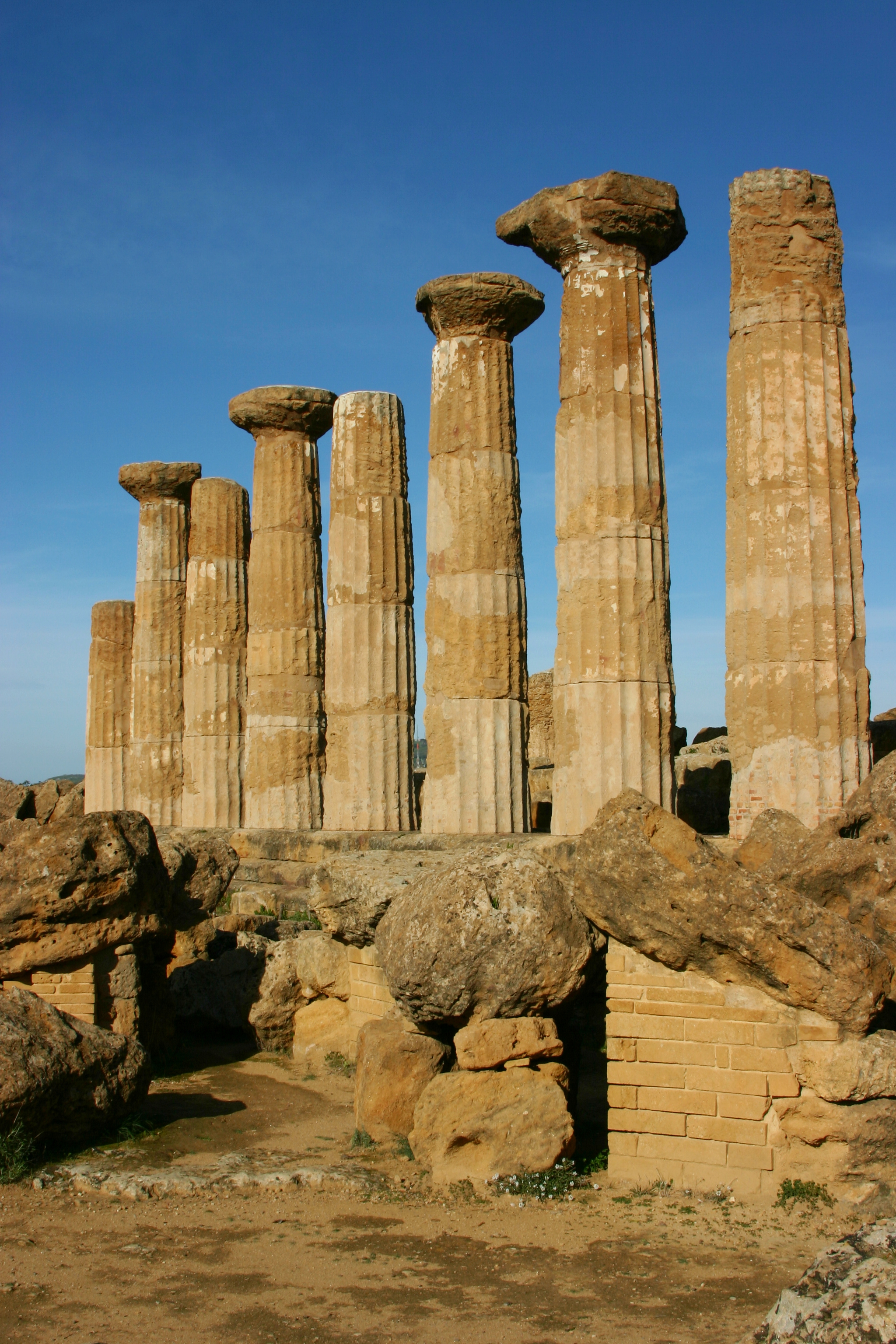
هيكل هرقل بجرجنت

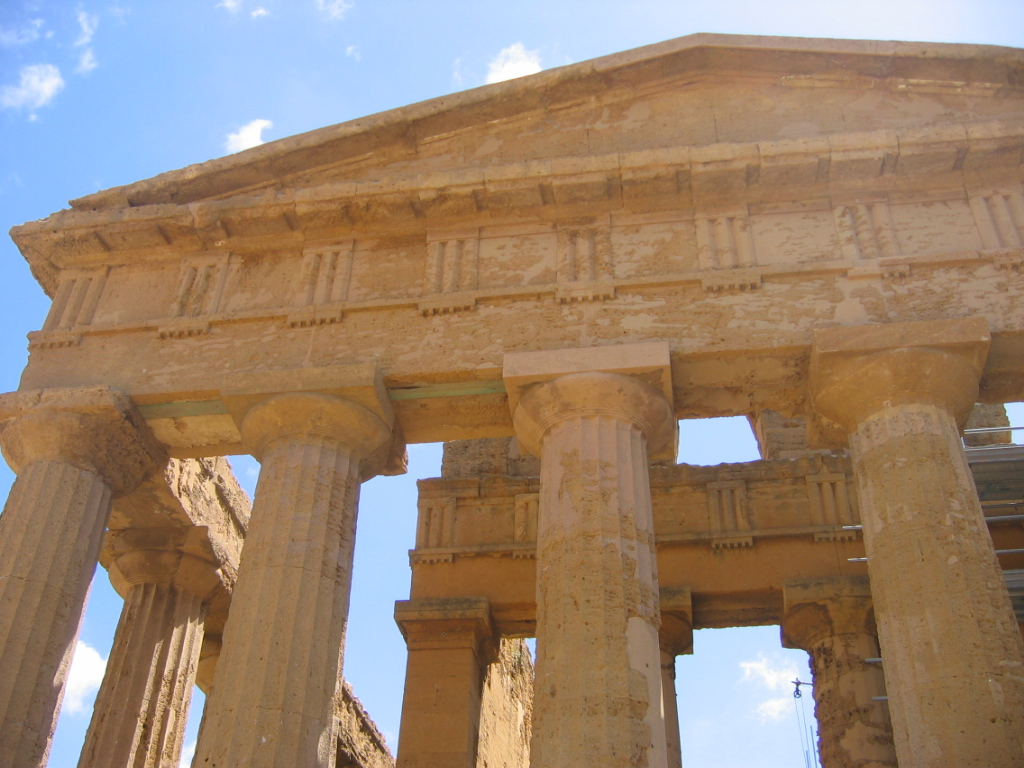

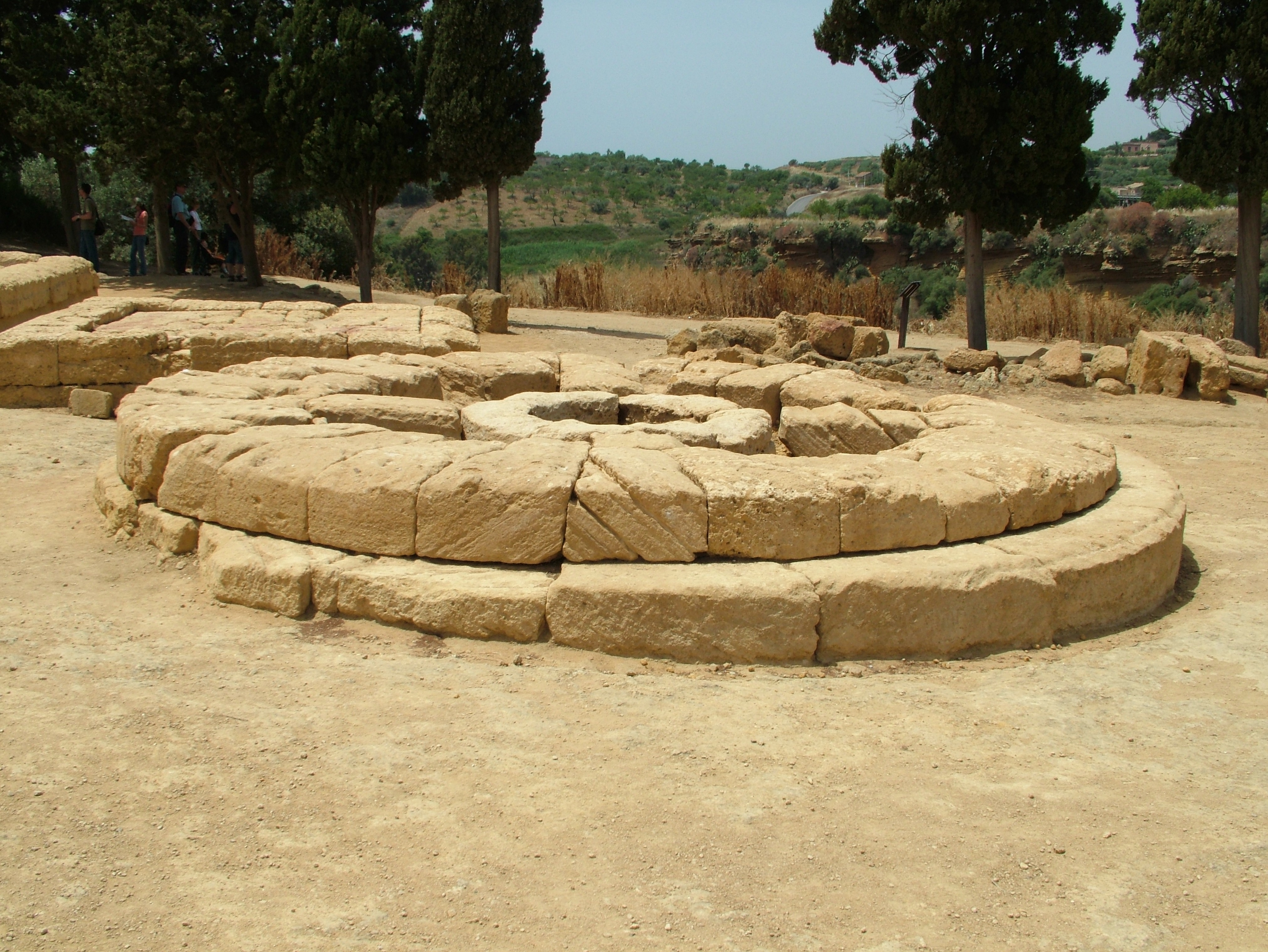
الملجأ

تغطي جرجنت القديمة مساحة شاسعة من بينها الكثير ما زال غير منقب حتى اليوم وأشهر مثال على ذلك Valle dei Templi («وادي المعابد» وهي تسمية خاطئة فهو سلسة تلال وليس وادي). وتضم هذه المنطقة جانب كبير من جنوب المدينة القديمة وفيها سبعة معابد إغريقية ضخمة وفق الأسلوب الدوري وقد شيدت بين القرن السادس والقرن الخامس قبل الميلاد. الآن هي منقبة واستعيدت جزئيا، ويشكل بعض أكبر وأفضل المباني اليونانية القديمة المحافظة خارج اليونان نفسها. فهو ضمن قائمة مواقع التراث العالمي.
أكثر المعابد محافظة عليها هما مبنيان متشابهان جدا تقليديا ينسبان إلى الإلهتين جونو وكونكورديا (رغم أن علماء الآثار يعتقدون أن هذ النسبة غير صحيح). معبد كونكورديا سليم بشكل ملحوظ، بسبب سياسية التنصير تم تحويله إلى كنيسة مسيحية عام 597 م. وقد شيدا على طراز المعبد ذات الأعمدة. أعيد استخدم محيط «معبد كونكورديا» من قبل النصارى الأوائل كسرداب موتى، مع قبور حفرت في الجروف والبروز الصخرية.
معابد أخرى أكثر تضررا بفعل الزمن، بعد أن أطاح بها الزلازل منذ زمن بعيد واستخراج حجارتها منها. وأكبرها على الإطلاق هو معبد زيوس الأولمبية، وبني لذكرى معركة هيميرا عام 480 ق.م: ويعتقد أنه أكبر معبد دوري بني على الإطلاق. وإن كان على ما يبدو أنه لم يكتمل؛ فترك البناء بعد غزو القرطاجيين عام 406 ق.م. بقايا معبد تم استخراجها على نطاق واسع في القرن الثامن عشر لبناء أرصفة ميناء بورتو إمبيدوكلي. كرست معابد لهيفايستوس وهيراكليس وأسكليبيوس كما شيد ملجأ لديميتر وبيرسيفون (المعروف سابقا باسم معبد كاستور وبولكس)؛ يمكن مشاهد علامات الحرائق التي سببها القرطاجيون عام 406 ق.م على حجارة الملجأ.
ويمكن العثور على مواقع كثيرة أخرى يونانية ورومانية في المدينة وما حولها. وتشمل هذه كهوف ما قبل اليونانيين بالقرب من معبد ديميتر، ومبني على كنيسة سان بيادجو حاليا. آخر المعالم الاغريقية الجنائزية هو نصب سمي خطأ «قبر ثيرون» يقع خارج المنطقة المقدسة، هيرون (ضريح البطل) القرن أول يضمه كنيسة القرن الثالث عشر القديس نيقولاوس على مسافه قصيرة إلى الشمال. منطقة كبيرة من المدينة الاغريقية الرومانية تم تنقيبها، وعدة مقابر كلاسيكية نيكروبوليسيس والمحاجر لا تزال قائما.
الكثير من مظاهر العامة جرجنت حديثة لكنها لا تزال تحتفظ بعدد من المباني من القرون الوسطى والمباني الباروكية. ويشمل هذا كاتدرائية القرن الرابع عشر والقرن الثالث عشر كنيسة شنت مرية الإغريق («سيدة اليونانيين») المبنية على موقع معبد يوناني قديم (و من هنا التسمية). المدينة أيضا متحف الآثار مميز يعرض مكتشفات من المدينة القديمة.